# 41 (číslo)
Čtyřicet jedna je přirozené číslo. Následuje po číslu čtyřicet a předchází číslu čtyřicet dva. Řadová číslovka je čtyřicátý první nebo jednačtyřicátý. Římskými číslicemi se zapisuje XLI.

## Matematika
Čtyřicet jedna je
- 13. prvočíslo
- spolu s číslem 43 prvočíselnou dvojicí
- součet prvních 6 prvočísel (2 + 3 + 5 + 7 + 11 + 13) a součet třech jiných prvočísel (11 + 13 + 17)
- součet dvou druhých mocnin ({\displaystyle 4^{2}+5^{2}})

## Chemie
- 41 je atomové číslo niobu

## Ostatní
- Recyklační číslo hliníku
- Kanadská rocková skupina Sum 41
- +41 je mezinárodní telefonní předvolba Švýcarska

## Roky
- 41
- 41 př. n. l.
- 1941